# シャキーラ・ベイカー
シャキーラ・ベイカー（Shakira Baker、1992年1月4日 - ）は、ニュージーランドの女子ラグビー選手。

## プロフィール
- ニュージーランド・マスタートン出身[1]。
- ポジションはウィング(WTB)、フルバック(FB)。
- 身長 170cm、体重 87kg
- ワールドカップ2014のニュージーランド代表に選ばれた[2]。

## 略歴
2016年、リオ五輪の7人制女子ニュージーランド代表に選ばれて銀メダルを獲得。